# Heorhievka, Sovietskîi
Heorhievka (în ucraineană Георгієвка) este un sat în comuna Illiceve din raionul Sovietskîi, Republica Autonomă Crimeea, Ucraina.